# Peterlee
Peterlee – miasto i civil parish w Wielkiej Brytanii, w Anglii, w hrabstwie Durham, w dystrykcie (unitary authority) County Durham. W 2011 roku civil parish liczyła 20 164 mieszkańców.

## Miasta partnerskie
- Nordenham